# Pseudorhaphitoma heptagona
Pseudorhaphitoma heptagona é uma espécie de gastrópode do gênero Pseudorhaphitoma, pertencente a família Mangeliidae.